# French Juniors 2019
Das French Juniors 2019  (auch FZ FORZA Alpes International 2019 genannt) als bedeutendstes internationales Nachwuchsturnier von Frankreich im Badminton fand vom 17. bis zum 19. Mai 2019 im Salle Everest in Voiron.

## Sieger und Platzierte
| Disziplin    | Gold                      | Silber                         | Bronze                             |
| ------------ | ------------------------- | ------------------------------ | ---------------------------------- |
| Herreneinzel | Joakim Oldorff            | Ernesto Baschwitz              | Alex Lanier                        |
| Herreneinzel | Joakim Oldorff            | Ernesto Baschwitz              | Mads Juel Møller                   |
| Dameneinzel  | Mariia Golubeva           | Carla Martinez                 | Julie Franconville                 |
| Dameneinzel  | Mariia Golubeva           | Carla Martinez                 | Dounia Pelupessy                   |
| Herrendoppel | William Jones Brandon Yap | Alex Lanier Theo Lanier        | Filip Karlborg Thomas Schmitt      |
| Herrendoppel | William Jones Brandon Yap | Alex Lanier Theo Lanier        | Mikołaj Piórkowski Mikołaj Wrzalik |
| Damendoppel  | Annie Lado Rachel Sugden  | Martina Corsini Chiara Passeri | Dounia Pelupessy Milena Schnider   |
| Damendoppel  | Annie Lado Rachel Sugden  | Martina Corsini Chiara Passeri | Julie Franconville Caroline Racloz |
| Mixed        | Brandon Yap Annie Lado    | William Jones Rachel Sugden    | Álvaro Leal Laura Solís            |
| Mixed        | Brandon Yap Annie Lado    | William Jones Rachel Sugden    | Minh Quang Pham Caroline Racloz    |